# Ribeira Grande (Capo Verde)
Ribeira Grande è un centro abitato di Capo Verde, situato sull'isola di Santo Antão.

## Amministrazione

### Gemellaggi
- Lardirago